# Артподготовка

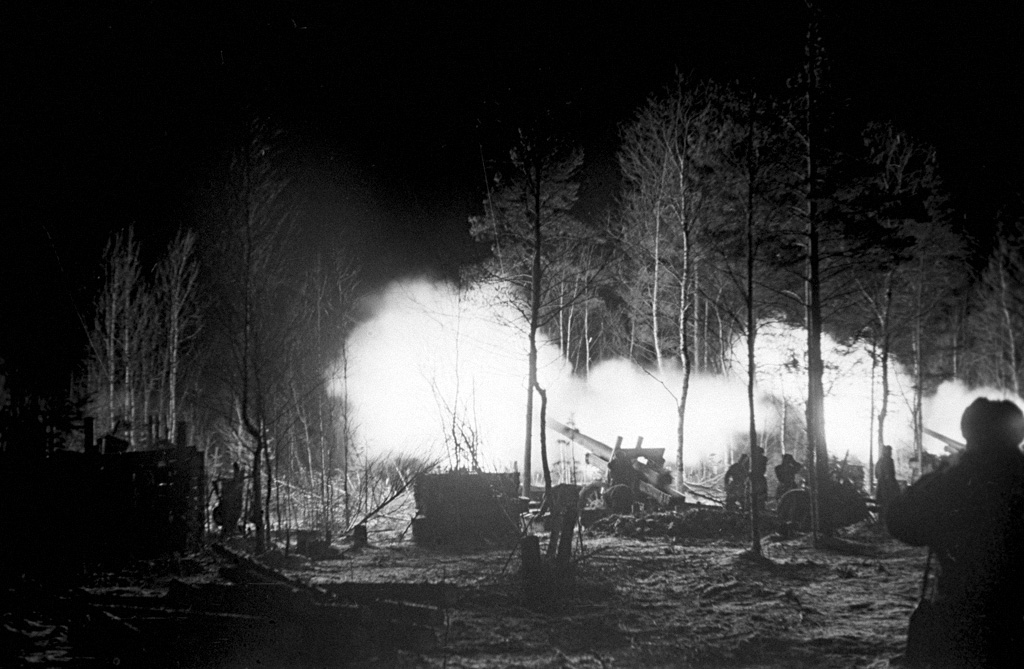
Артиллерийская подготовка 1 сентября 1944 года
(Наступление под Ленинградом).
Огонь ведёт корпусная артиллерия РККА ВС СССР.

Артиллерийская подготовка (артподгото́вка) — действия артиллерии, предназначенные для уничтожения или подавления огневых средств противника, живой силы, оборонительных сооружений и других объектов противника перед наступлением своих войск.
В прусском (немецком) военном деле — Артиллерифорберайтунг (нем. Artillerievorbereitung).

## История

### до XIX века
Артподготовка возникла одновременно с появлением в войсках достаточно мобильных артиллерийских орудий. Последние не только заменили метательную технику, но и расширили тактические возможности войск.
В Европе элементы артподготовки появились в XIV—XVI вв. Перед началом наступления позиции противника обрабатывались артиллерийским огнём ядрами и шрапнелью. Уничтожалась живая сила противника; разрушались оборонительные постройки: крепости, стены, башни.

### XX век
Развитие оборонительной тактики и технологии вместе с развитием средств уничтожения противника, а также переход к позиционной форме обороны значительно увеличил значение артподготовки. При этом в военном деле уже появился и укрепился термин «артподготовка».

#### Первая мировая
В Первую мировую войну, начиная с 1915 года, артподготовка широко использовалась для прорыва позиционного фронта. Время артподготовки варьировалось от нескольких часов до нескольких суток. Однако, при существующей тактике боя (так называемых «волн») даже многодневная артподготовка не обеспечивала подавления огневых точек на всей глубине обороны.
В 1916 году был выполнен переход к групповой тактике прорыва эшелонированной обороны противника. Артподготовка велась поэшелонно и велась уже с участием артиллерии сопровождения..
При общевойсковой тактике боя артподготовка проводилась всеми родами войск, с использованием также миномётов, дульных гранатомётов, танковых орудий.

#### Вторая мировая
Во Второй мировой войне артподготовка проводилась более интенсивно, но с меньшей продолжительностью: от нескольких десятков минут до нескольких часов.
С 1942 года в Красной Армии артподготовка стала одним из этапов артиллерийского наступления.
К используемому оружию добавилась реактивная артиллерия в виде реактивной системы залпового огня (РСЗО). Массированный залп батареи РСЗО если не убивал противника в зоне поражения, то значительно подавлял способность живой силы вести сопротивление. Авиационная артподготовка также сыграла немаловажную роль.

## Политика
Термин «артподготовка» перекочевал также в политическую сферу. «Артподготовкой» в политике называют ряд информационно-пропагандистских действий, направленных на изоляцию стороны противника, ослабления его боевого духа. 
Политическая «артподготовка» предшествует реальным боевым действиям со стороной противника.